# Сара Тілман Г'юз
Сара Тілман Г'юз (англ. Sarah Tilghman Hughes; 2 серпня 1896 – 23 квітня 1985) – американська юристка і федеральний суддя, яка працювала в Окружному суді США Північного округу Техасу. Найбільш відома як суддя, яка склала присягу Ліндона Б. Джонсона як президента Сполучених Штатів на Air Force One після того як 22 листопада 1963 року в Далласі було вбито президента Джона Ф. Кеннеді. Вона перша і єдина жінка, яка склала присягу у президента США. Фотографія, на якій Хьюз приймає присягу Джонсону, вважається найвідомішою фотографією, зробленою на борту Air Force One.